# 桃園客運大溪站
桃園客運大溪站是桃園客運設於桃園市大溪區的服務站，車站鄰近市區中心，除為大溪、復興區兩地居民對外客運主站外，更是遊客進入北橫風景區的門戶。
共有二處車站，一處為復興路63號，主要為車輛停放之用，設有站牌。另一處為得勝路1號，與大溪老街接近，設有服務臺及旅客候車坐椅，而得勝路車站行經路線較多。
現今站體外觀為整修後新貌，其風格與大溪老街之巴洛克風格相當，是配合地方特色而設計。

## 沿革
桃園客運創設於日治時期，稱為「桃園軌道株式會社」，大正12年（1923）開始兼營桃園至大溪間汽車客運業務；昭和12年（1937）增設大溪至中壢間汽車客運路線，隨後在昭和16年12月收購大溪至龍潭間汽車客運路線。「戰後」民國36年（1947）1月，易名為「桃園汽車客運股份有限公司」，原資金中的日股由公路局接收為官股。民國37年3月，官股讓售，公司改制為民營，民國41年增闢大溪至洞口間，大溪經內柵至崁頭間的客運路線，在本鎮設有該公司的大溪站。

## 行駛路線
| 路線編號 | 營運區間                   | 備註                                                      |
| -------- | -------------------------- | --------------------------------------------------------- |
| 263      | 大溪－恩主公醫院           |                                                           |
| 502      | 桃園－小烏來               | 台灣好行小烏來景點接駁,僅假日行駛，桃園端發車點為桃園總站 |
| 506      | 大溪－東眼山國家森林遊樂區 | 台灣好行東眼山線景點接駁，平假日皆有行駛                  |
| 702      | 大溪－林口長庚醫院         | 與中壢客運聯營                                            |
| 5000     | 桃園－至善高中             | 經大溪                                                    |
| 5090     | 桃園－上巴陵－林班口       | 經大溪                                                    |
| 5091     | 中壢－上巴陵－林班口       | 經大溪、龍岡、健行科技大學                                |
| 5093     | 大溪－羅浮－巴陵           |                                                           |
| 5094     | 大溪－三光(沙崙子)－巴陵   |                                                           |
| 5096     | 大溪－更寮腳－桃園         | 經大湳，5096A繞駛前站                                     |
| 5097     | 大溪－竹篙厝               | 經美華                                                    |
| 5098     | 大溪－官路缺－中壢         | 經健行科技大學                                            |
| 5099     | 大溪－阿姆坪               | 經慈湖、懷德橋                                            |
| 5101     | 大溪－鶯歌                 | 經中新                                                    |
| 5104     | 大溪－羅浮口               | 經慈湖、三民、復興                                        |
| 5105     | 大溪－小烏來               | 經慈湖、復興                                              |
| 5106     | 大溪－霞雲村               | 經慈湖、復興                                              |
| 5107     | 大溪－蝙蝠洞               | 經慈湖、三民                                              |
| 5109     | 大溪－西浪                 | 經慈湖、羅浮                                              |
| 5110     | 大溪－坪林                 | 經內柵                                                    |
| 5112     | 大溪－八德－中壢           | 經更寮腳                                                  |

## 月台路線

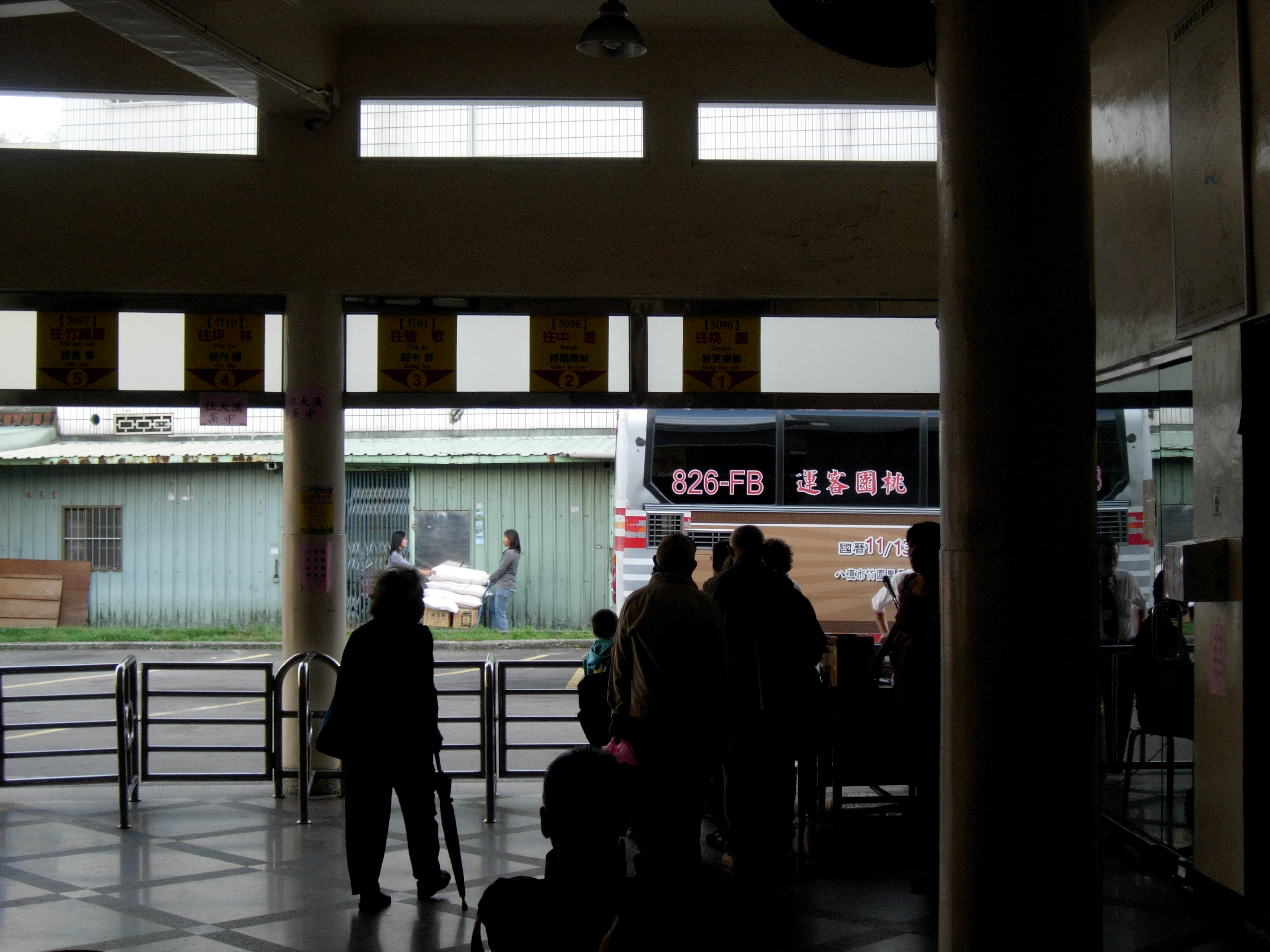
大溪站月台路線１

大溪站月台為半弧型，現有16個乘車口使用中，依大溪站月台看版順序如下：

- 編號1：【5096】 往桃園　( 經更寮腳、大湳、桃園客運民族路站 )
- 編號2：【5098】 往中壢　( 經官路缺、埔頂 )
- 編號3：【5101】 往鶯歌　( 經中新 )
- 編號4：
  - 【5110】 往坪林  ( 經內柵 )
  - 往大溪高中
- 編號5：【5097】 往竹篙厝( 經美華 )
- 編號6：【5104】 往復興　( 經慈湖、三民 )

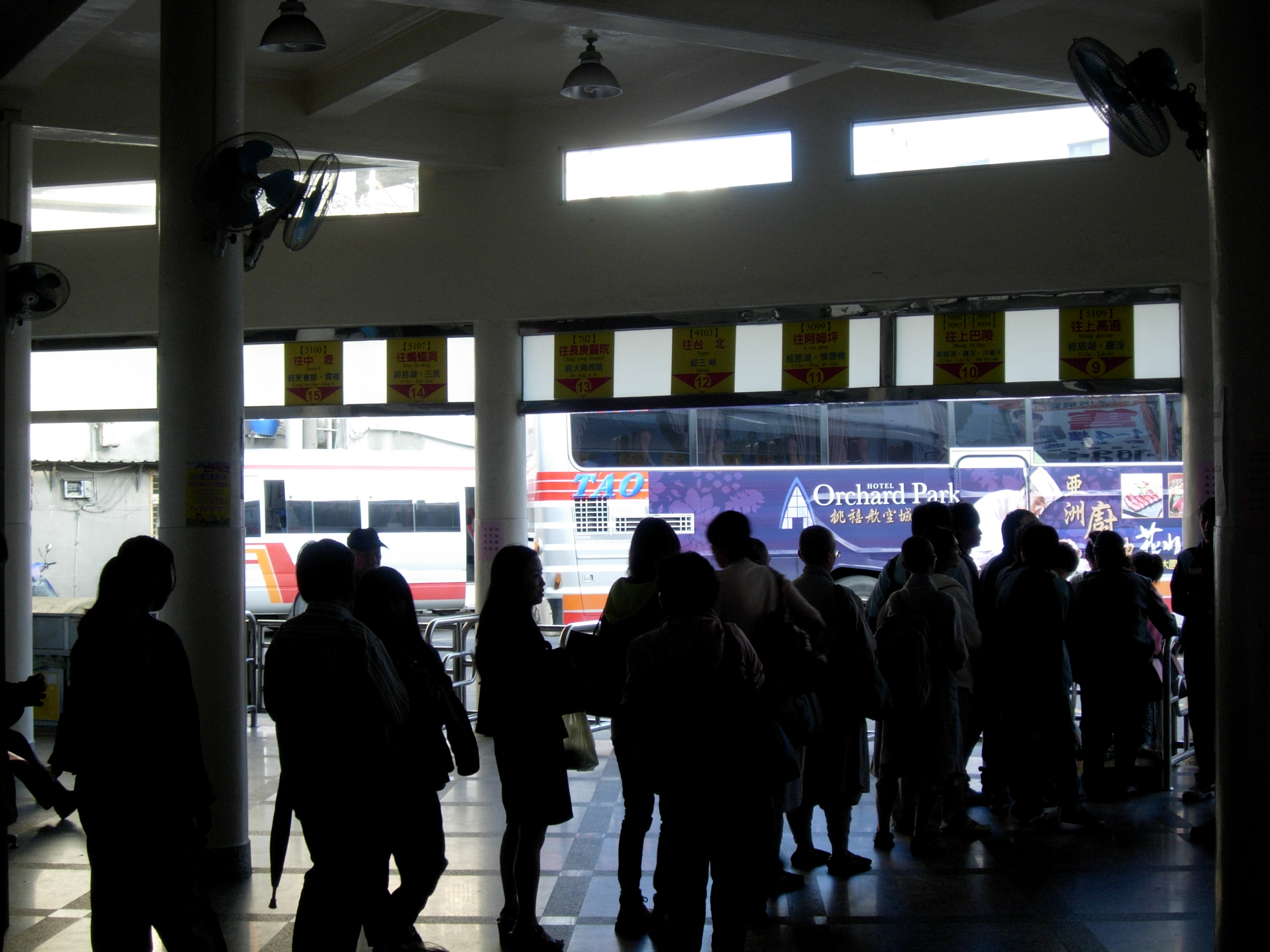
大溪站月台路線２

- 編號7：【5106】 往霞雲村( 經慈湖、復興 )
- 編號8：【5105】 往小烏來( 經慈湖、復興 )
- 編號9：【5109】 往西浪　( 經慈湖、羅浮 )
- 編號10：【5090】【5091】【5093】【5094】 往上巴陵　( 經慈湖、羅浮、沙崙子 )
- 編號11：【5099】 往阿姆坪( 經慈湖、懷德橋 )
- 編號12：【263】 往恩主公醫院( 經三峽 )
- 編號13：【702】 往林口長庚醫院( 經大興西路、桃園藝文特區、敏盛醫院、南崁 )

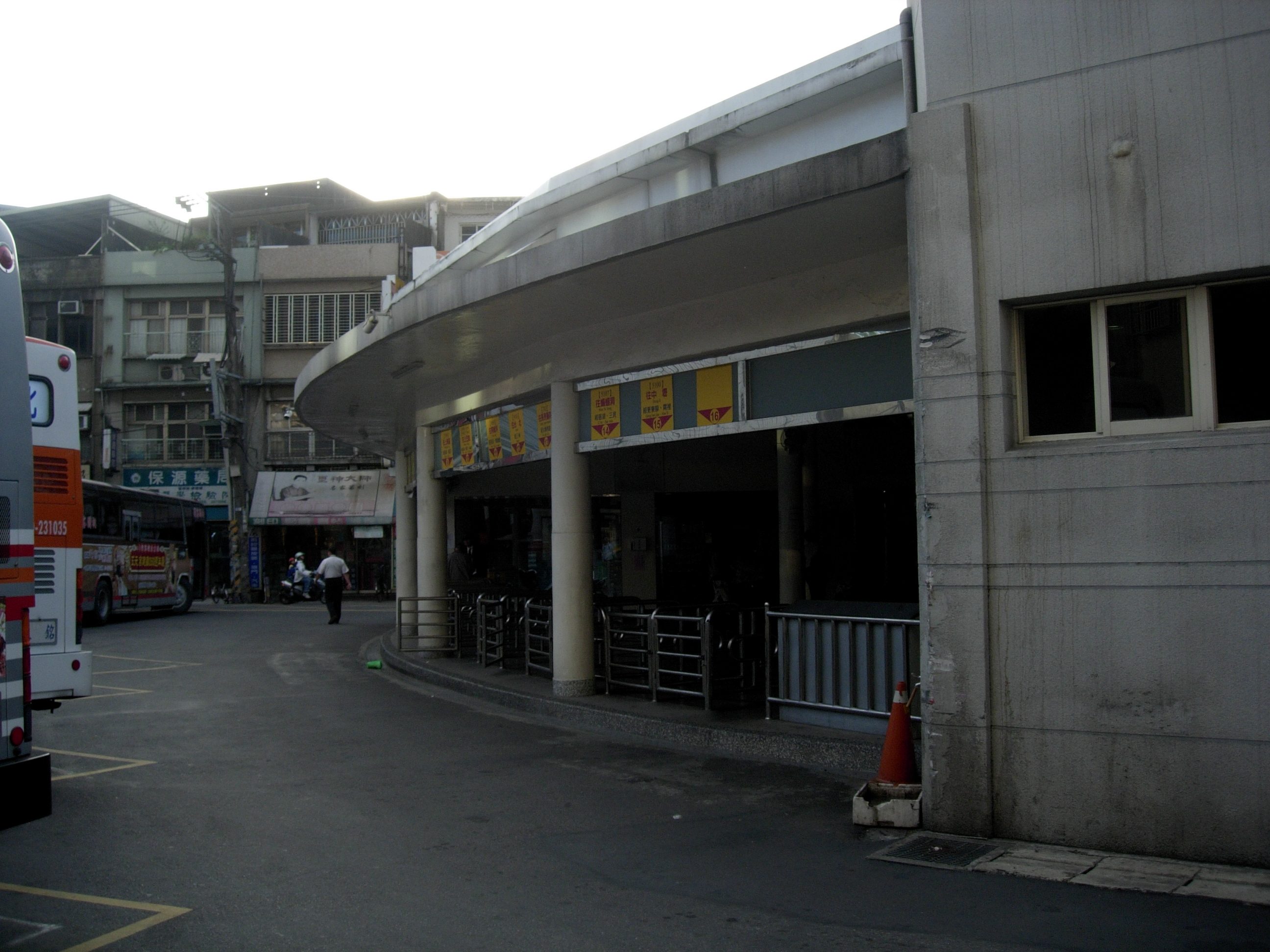
大溪站月台外觀

- 編號14：【5107】往蝙蝠洞　( 經慈湖、三民 )
- 編號15：【212】大溪－龍潭　( 經九龍村 )
- 編號16：【506】台灣好行東眼山線

## 路線圖
依月台路線順序排列(歡迎提供最新資訊)
- 【5096】往桃園 （页面存档备份，存于）
- 【5098】往中壢 （页面存档备份，存于）
- 【5101】往鶯歌 （页面存档备份，存于）
- 【5110】往坪林 （页面存档备份，存于）
- 【5097】往竹篙厝 （页面存档备份，存于）
- 【5104】往復興 （页面存档备份，存于）
- 【5106】往霞雲村 （页面存档备份，存于）
- 【5105】往小烏來 （页面存档备份，存于）
- 【5109】往高遶 （页面存档备份，存于）
- 【5112】往中壢(經八德) （页面存档备份，存于）
- 【5090】桃園-大溪-林班口 （页面存档备份，存于）
- 【5091】中壢-大溪-林班口 （页面存档备份，存于）
- 【5093】往巴陵 （页面存档备份，存于）
- 【5094】往巴陵(經三光、沙崙子) （页面存档备份，存于）

【5100】線查無路線圖
- 【5099】往阿姆坪 （页面存档备份，存于）
- 【263】往恩主公醫院 （页面存档备份，存于）
- 【702】往林口長庚醫院 （页面存档备份，存于）
- 【5107】往蝙蝠洞 （页面存档备份，存于）
- 【5000】桃園-至善高中 （页面存档备份，存于）
- 【5046】往龍潭 （页面存档备份，存于）

### 時刻

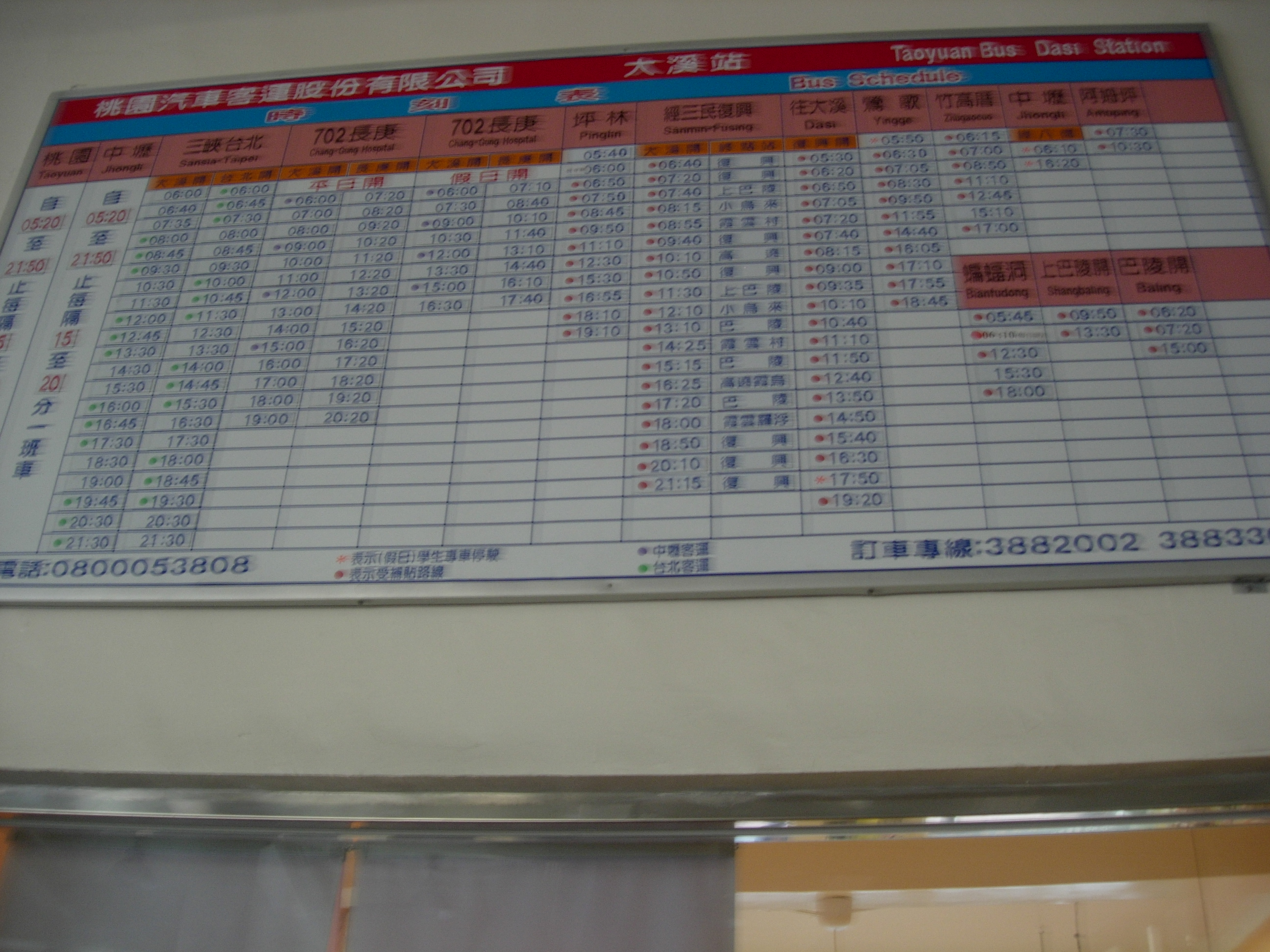
大溪站時刻表

- 除往桃園、中壢路線15至20分鐘有一車次外，其它路線皆定時發車

## 配車
058-FX 406-FT 415-FT 
416-U7 420-FT 421-U7 
422-U7 456-FT 
460-FT 479-FT 492-FT 
498-FT 499-FT 521-U7 
529-U7 580-U7 582-U7 
595-FY 889-FP 898-FP 919-FP 
941-FP FAD-522 FAD-587 
FAD-652 FAD-683 FAD-685 FAD-686 FAD-687 FAD-688 
KKA-3702 KKA-3705 KKA-3731
KKA-3732 KKA-3759 KKA-3781 
KKA-3789 KKA-3790 KKA-3810 KKA-3819 KKA-3857
KKA-3868 KKA-3869 KKA-3880 KKA-3881 KKA-3883 KKA-3885 KKA-3909 KKA-3920 KKA-3921 KKA-3922 KKA-3982 KKA-3983 KKA-3985 KKA-3987 KKA-3988 381NN KAE301
| 路線                                 | 配車                                        |  |
| ------------------------------------ | ------------------------------------------- |  |
| 501台灣好行大溪快線景點接駁          | FAD-688                                     |  |
| 502台灣好行小烏來線景點接駁          | FAD-522 KKA-3982 KKA-3985 KKA-3987 KKA-3810 |  |
| 506台灣好行東眼山線景點接駁          | FAD-587 KKA-3983 KKA-3857                   |  |
| 702 大溪-林口長庚                    | KKA-3921 KKA-3922 KKA-3982 KKA-3987         |  |
| 5090 桃園-林班口(經上巴陵)           | KKA-3868                                    |  |
| 5091 中壢-林班口(經上巴陵)           | KKA-3885                                    |  |
| 5109 大溪-西浪 (含5109A 大溪-上高遶) | KKA-3988                                    |  |
| 大溪區免費公車                       | 521-U7 529-U7 941-FP FAD-517                |  |
| 復興區幸福巴士                       | 098-FX FAD-515 FAD-517 KKA-3909             |  |
| 停用中車輛                           | 036-FN 037-FN 406-FT                        |  |

報廢 747-FD

## 資料來源
1. ↑  . 桃園客運.   [2023-07-25]. （原始内容存档于2012-09-13）.
2. ↑  大溪鎮誌 第肆篇 經濟篇383、384頁
3. ↑  http://www.tybus.com.tw/aspx/BusTime.aspx （页面存档备份，存于） 桃園客運時刻表
4. ↑  http://www.tybus.com.tw/default.aspx?page=BusTime （页面存档备份，存于） 桃園客運時刻表.路線圖

## 外部連結
- 桃園客運公司 （页面存档备份，存于）